# Gerhard Goll
Gerhard Goll (* 18. Juni 1942 in Stuttgart) ist ein deutscher Jurist, Politiker (CDU) und Wirtschaftsmanager.

## Leben
Goll studierte nach dem Abitur 1961 Rechtswissenschaften an den Universitäten Tübingen und Freiburg, wo er auch Universitätsassistent war. 1967 und 1970 legte er seine Staatsprüfungen ab. Anschließend war er Richter am Landgericht Stuttgart. 1972 wechselte er in die Landesverwaltung und war zunächst beim Kultusministerium Baden-Württemberg, ab 1975 beim Finanzministerium Baden-Württemberg, wo er ab 1976 Leiter der Zentralstelle und 1977 des Generalreferats der Haushaltsabteilung wurde. 1978 holte ihn Ministerpräsident Hans Filbinger ins Staatsministerium, wo er verschiedene leitende Funktionen ausübte. 1980 wurde Goll Geschäftsführer der CDU-Fraktion im Landtag von Baden-Württemberg, die seinerzeit von Erwin Teufel geführt wurde.
1982 kam Goll zur Landeskreditbank Baden-Württemberg, wo er bis 1984 in den Vorstand aufstieg und später auch stellvertretender Vorstandschef wurde.
Im Januar 1991 holte der zum Nachfolger von Lothar Späth gewählte Ministerpräsident Erwin Teufel Goll für fünf Monate in sein Kabinett als ehrenamtlichen Staatsrat mit Stimmrecht in der Landesregierung.
1993 wurde Goll Vorstandsvorsitzender der Badenwerk AG in Karlsruhe, die am 1. Januar 1997 mit der Energie-Versorgung Schwaben AG (EVS) zur Energie Baden-Württemberg AG (EnBW) verschmolz. Goll leitete dann auch EnBW als Vorstandsvorsitzender. Nach Ablauf seiner Amtszeit im Mai 2003 stand er nicht mehr für eine weitere Amtszeit zur Verfügung.  
Sein Nachfolger wurde Utz Claassen. Claassen warf Goll vor, die finanzielle Lage von EnBW geschönt zu haben.
Im März 2008 wurde Goll Lehrbeauftragter an der Karlshochschule International University, später Vorsitzender des Stiftungsvorstands.
Goll ist verheiratet und hat zwei Kinder. Er ist Mitglied der Studentenverbindung Tübinger Wingolf.